# Edmund White
Edmund Valentine White III, noto come Edmund White (Cincinnati, 13 gennaio 1940 – New York, 3 giugno 2025) è stato uno scrittore, critico letterario e saggista statunitense.

## Biografia

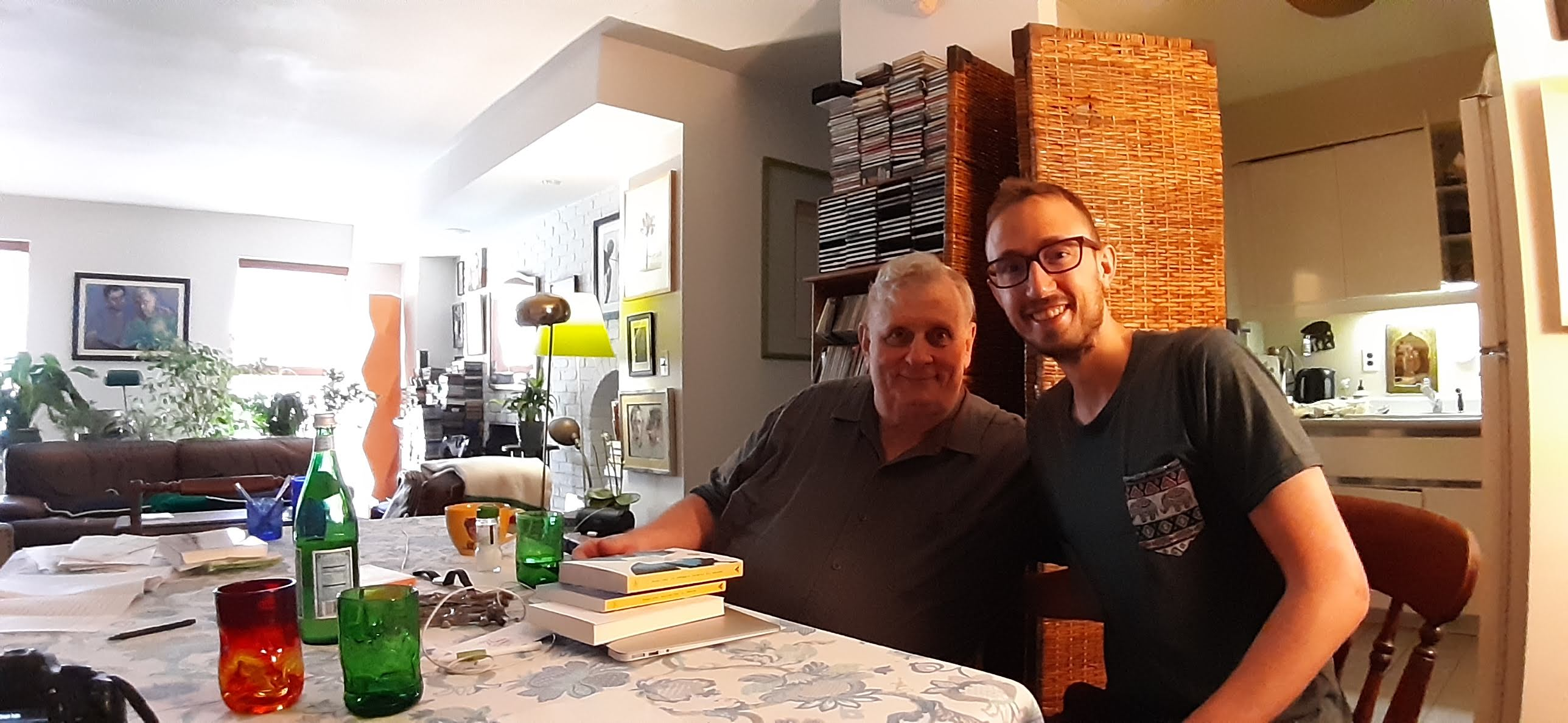
Edmund White a casa sua con lo scrittore Giacomo Cardaci.

Nato in Ohio, crebbe a Chicago e successivamente lavorò a New York come giornalista e non solo.
Nel 1970 trascorse sei mesi a Roma e dal 1983 al 1990 visse in Francia. Dal 1991 insegnò scrittura creativa alla Princeton University.
Il suo lavoro più famoso è forse Un giovane americano, il primo volume di una trilogia narrativa autobiografica continuata poi La bella stanza è vuota e La sinfonia dell'addio.
La maggior parte dei personaggi descritti nelle opere sono omosessuali, come l'autore, ma gli argomenti affrontati risultano di più ampio spettro.
White fu un influente critico letterario e culturale e parlò apertamente della propria sieropositività al virus HIV, che aveva ucciso negli anni ottanta e novanta molti degli amici e degli artisti da lui conosciuti.
Nel 2007 Tiziano Sossi realizzò il film intervista Edmund White. A conversation in New York.
È morto nel 2025 all'età di 85 anni.

## Opere

### Narrativa
- Forgetting Elena (1973)
- Nocturnes for the King of Naples (1978)
- States of desire (1980) (trad. di Andrea Fossati, Stati del desiderio. Guida alle città e agli uomini americani, Zoe, Forlì, 1999)
- A boy's own story (1982) (trad. di Sandro Melani, Un giovane americano, Einaudi, Torino 1990)
- Caracole (1985)
- The beautiful room is empty (1988) (trad. di Sandro Melani, E la bella stanza è vuota, Einaudi, Torino 1992; trad. it. Fabio Viola, La bella stanza è vuota, Playground, 2013)
- Skinned alive: stories (1995) (trad. di Elena Giustarini e Mauro Trotta, Scorticato vivo, introduzione di David Leavitt, DeriveApprodi, Roma 2002)
- Our Paris: sketches from memory (1995), memorie
- The farewell symphony (1998) (trad. di Sandro Melani, La sinfonia dell'addio, Baldini e Castoldi, Milano 1998)
- The married man (2000) (trad. di Sandro Melani, L'uomo sposato, Baldini e Castoldi, Milano 2001)
- Fanny: a fiction (2003)
- My lives (2006) (trad. di Giorgio Testa, My lives, Playground, Roma 2007), memorie
- Chaos: A Novella and Stories (2007) (trad. di Giorgio Testa, Caos, Playground, Roma 2009)
- Hotel de Dream: A New York Novel (2007) (trad. di Giorgio Testa, Hotel de Dream, Playground, Roma 2008)
- City boy: my life in New York during the 1960s and 1970s (2009) (trad. di Alessandro Bocchi, Ragazzo di città, Playground, Roma 2010), memorie
- Jack Holmes and his friend (2012) (trad. di Fabio Viola, Jack Holmes e il suo amico, Playground, 2012)
- Inside a Pearl: My Years in Paris (2014; Bloomsbury USA; 11 febbraio 2014. ISBN 978-1-60819-582-4)

### Saggistica
- The joy of gay sex (1977, con Charles Silverstein) (trad. di Bruna Zamarian, Le gioie dell'omosessualità, Bologna, 1985)
- The darker proof: stories from a crisis (1987, a cura di, con Adam Mars-Jones) sulla crisi dell'AIDS
- The Faber Book of Gay Short Fiction (1991, a cura di), antologia di racconti
- Jean Genet (1993) (trad. a cura di Nicolò Stabile e Maria Antonia Tamburello, Ladro di stile. Le diverse vite di Jean Genet, Il Saggiatore, Milano 1997; Net, Milano 2006), biografia
- The burning library: writings on art, politics and sexuality, 1969-1993 (1994)
- In another part of the forest: an anthology of gay short fiction (1994, a cura di), antologia di racconti
- Altars (1994, con Robert Mapplethorpe) (trad. Altari, Leonardo, Milano 1995)
- Marcel Proust (1998) (trad. di Diana Mengo, Ritratto di Marcel Proust, Lindau, Torino 2010), biografia
- I gay, colloquio di Anna Di Lellio con Edmund White, «Liberal» [allegato al n. 60], Roma 1999, intervista
- The flâneur: a stroll through the paradoxes of Paris (2000) (trad. di Francesco Bruno, Il flâneur. Vagabondando tra i paradossi di Parigi, Guanda, Parma 2005)
- The art of the story (2000, a cura di), antologia
- A fine excess: contemporary literature at play (2001, a cura di)
- Arts and letters (2004)
- Rimbaud (2008) (trad. di Giorgio Testa, La doppia vita di Rimbaud, minimum fax, Roma 2009), biografia